# Petelia tuhana
Petelia tuhana är en fjärilsart som beskrevs av Holloway 1976. Petelia tuhana ingår i släktet Petelia och familjen mätare. Inga underarter finns listade i Catalogue of Life.